# Три-трет-бутилфосфин
Три-трет-бутилфосфин — органическое вещество, принадлежащее к классу фосфинов. Применяется как лиганд в реакциях кросс-сочетания, катализируемых комплексами палладия и родия. 

## Получение
Реагент широко доступен в чистом виде, в виде 10 %-го раствора в гексане, а также в виде соли — тетрафторбората три-трет-бутилфосфония. При необходимости его очищают вакуумной перегонкой.

## Строение и физические свойства
В чистом виде три-трет-бутилфосфин пирофорен, поэтому его хранят без доступа кислорода, в инертной атмосфере. Растворы не являются пирофорными, однако под действием кислорода фосфин легко окисляется. Три-трет-бутилфосфин является едким и при контакте с кожей вызывает ожоги.
С точки зрения своего применения в качестве лиганда, три-трет-бутилфосфин имеет один из самых больших конических углов, который составляет 182°. Существенные стерические требования этого лиганда помогают формировать в реакциях координационно ненасыщенные каталитические частицы. 
Также три-трет-бутилфосфин проявляет самые электронодонорные свойства из доступных фосфиновых лигандов, что было показано при изучении частоты колебаний СО-группы в комплекса вида Ni(CO)3(PR3). Благодаря этому данный фосфин ускоряет реакции окислительного присоединения и позволяет вовлекать в них малоактивные субстраты, например арилхлориды.